# 方子哥
方子哥（1950年1月4日—），中国大陆男演员。1994年凭借电影《无人喝彩》获得中国电影金鸡奖最佳男配角。1996年凭借电影《混在北京》获得大众电影百花奖最佳男配角。

## 作品

### 电视剧
- 少年梦2（2021）饰演 工头
- 幸福的滋味（2020）饰演 孟父
- 芝麻胡同（2019）饰演 牧老爷子
- 新万家灯火（2018）饰演 赵万里
- 少林寺传奇之东归英雄（2017）饰演 万寿山
- 我的爱对你说（2016）饰演 丁宗池
- 新婚公寓（2016）
- 安居（2016）饰演 马在上
- 情满四合院（2015）饰演 刘海中
- 领养（2015）饰演 崔大爷
- 爱情碟中谍（2015）饰演 丁父
- 贼喊抓贼（2014）饰演 贾经理
- 战火连天（2013）饰演 徐世福
- 失婚男女（2013）饰演 顾父
- 水木清华（2013）
- 等你回家（2013）
- 爱情面前谁怕谁（2012）饰演 余父
- 抹布女也有春天（2012）饰演 顾长建
- 男人的战争（2012）饰演 李锦昆
- 步步杀机（2012）饰演 范德威
- 幸福满满（2012）饰演 乔成国
- 孝子难当（2012）
- 猎魔（2012）饰演 福田
- 宝贝（2012）饰演 孙父
- 幸福追击（2012）
- 刻不容缓（2011）饰演 魏局
- 幸福生活在招手（2011）饰演 丁父
- 两个女匪王（2011）饰演 坂垣次郎
- 媳妇是怎样炼成的（2011）饰演 范建国
- 幸福密码（2011）饰演 丁副院长
- 第四片甲骨（2010）饰演 教授
- 谁来伺候妈（2010）饰演 胡毕昆
- 杜鹃的女儿（2010）饰演 徐父
- 北京爱情故事（2010）饰演 林父
- 女婿难当（2010）饰演 任大伟
- 理发师（2010）饰演 姑父
- 淘气包马小跳（2010）
- 成家立业（2009）饰演 杨震
- 我是老板（2009）
- 我的青春谁做主（2008）饰演 李博怀
- 老板马一明（2008）饰演 范主任
- 铁血豪情（2008）饰演 铁森
- 上海王（2008）
- 非常女警（2007）饰演 黄医生
- 追查到底（2007）饰演 局长
- 面具（2007）饰演 黄老板
- 宽恕（2007）饰演 马平原
- 梦回春谷（2007）
- 决不妥协（2006）饰演 马德林
- 沙家浜（2006）饰演 刁管家
- 更年期的幸福生活（2006）饰演 王动
- 医学调查（2005）饰演 方主任
- 台北有多远（2005）饰演 蒋总
- 苍天有眼（2005）饰演 吴雷
- 天下第一楼（2004）
- 空房子（2004）
- 末代皇妃（2003）饰演 六佛爷
- 阳光职业介绍所（2003）
- 葛定国同志的夕阳红（2002）
- 男生女生（2001）饰演 安安父亲
- 九岁县太爷（2001）饰演 严禄
- 紧急追捕（2001）饰演 黄大康
- 明星制造（2000）饰演 毕导
- 堆积情感（2000）
- 你的生命如此多情（1999）饰演 郑百祥
- 珍珠翡翠白玉汤（1999）饰演 刘宝瑞
- 人间灶王（1999）饰演 王葫芦
- 绍兴师爷（1998）饰演 董瑞
- 瑞士大酒店（1997）
- 别说再见（1997）饰演 徐人达
- 又见真情（1996）
- 北京深秋的故事（1995）
- 姐姐妹妹闯北京（1995）
- 海马歌舞厅（1993）
- 编辑部的故事（1991）

### 电影
- 幸福的滋味（2020）
- 垫底联盟（2017）
- 少年梦（2016）饰演 杨帅父
- 二蛋狂奔（2013）饰演 孔胜衣
- 戒烟不戒酒（2011）
- 战国（2010）饰演 韩王
- 我的中国芯（2009）
- 给我飞翔的翅膀（2009）
- 七日（2009）
- 砸掉你的牙（2008）
- 丈母娘来了（2008）
- 马可波罗传（2007）
- 拆迁轶事（2006）
- 的士情缘（2006）
- 相亲（2005）
- 停不了的爱（2002）
- 男孩向前冲（2001）饰演 贺小峰父亲
- 限期结婚（2000）
- 一千颗星星（2000）
- 九九艳阳天（1999）
- 幸运组合（1997）
- 燃烧的欲望（1996）
- 离开雷锋的日子（1996）饰演 陈站长
- 别骗我,爸爸（1996）
- 混在北京（1995）
- 宫廷斗鸡（1994）
- 这辈子不欠你（1994）
- 无人喝彩（1993）饰演 钱康
- 闯入者（1993）
- 不要问我从哪里来（1991）
- 妙探（1991）
- 北京小妞（1991）
- 警门虎子（1990）饰演 老帅克
- 女模特的风波（1989）
- 曝光（1989）
- 虾仔擒盗记（1988）
- 温柔的眼镜（1987）
- 死去活来（1987）饰演 李青远
- 小杨征税记（1986）
- 父与子（1986）饰演 段工程师